# Stazione di Pitis
La stazione di Pitis è una stazione ferroviaria a servizio del quartiere Mirasierra, nel distretto madrileno di Fuencarral-El Pardo. L'impianto sorge lungo la ferrovia Madrid-Hendaya e da qui si dipana la ferrovia per il bivio di Hortaleza.

## Storia
La stazione di Pitis è stata inaugurata nei primi mesi del 1964, dopo la messa in funzione della linea di circonvallazione che collegava il nord di Madrid con la ferrovia Madrid-Hendaye attraverso il Monte de El Pardo, per la quale era stata costruita una nuova stazione di collegamento a Pinar de Las Rozas. Questo progetto, iniziato durante la Seconda Repubblica e paralizzato durante la guerra civile spagnola, correva parallelamente alla costruzione di altre ferrovie merci nella città di Madrid e della nuova ferrovia Madrid-Burgos, il cui capolinea, Madrid-Chamartín, doveva essere situato a nord della città. La linea proveniente dal Pinar de Las Rozas si biforcava a Pitis da un lato verso Chamartín e dall'altro verso la stazione di Fuencarral, già sulla linea Madrid-Burgos.
Nel corso degli anni la stazione è caduta progressivamente in disuso e nel 1996 il servizio passeggeri è stato addirittura interrotto fino a quando, anni dopo, è stata riattivata in occasione del prolungamento della linea 7 della metropolitana di Madrid, la cui tratta Valdezarza-Pitis è stata inaugurata il 29 marzo 1999, in occasione della quale la stazione è stata ristrutturata.

## Movimento
La stazione è servita Media Distancia della società Renfe Operadora che collegano le stazioni centrali di Madrid con Ávila e Segovia.
Dalla stazione di Pitis transitano i treni delle linee C-3a, C-7e C-8 della rete di Cercanías di Madrid.

## Servizi
- Ascensore
- Parcheggio di interscambio

## Interscambi
La stazione consente l'interscambio con la fermata Pitis, capolinea della linea 7 della metropolitana di Madrid
Nelle vicinanze della stazione effettuano fermata alcune linee urbane automobilistiche, gestite da EMT Madrid.
- Fermata metropolitana (Pitis, linea 7)
- Fermata autobus